# Alain Gerber
Alain Gerber (* 31. August 1943 in Belfort) ist ein französischer Autor und Jazzkritiker.

## Leben
Gerber studierte Philosophie und promovierte in Psychologie. Er wirkte zunächst als Philosophielehrer in Belfort und in Ouagadougou (Burkina Faso); daneben schrieb er ab 1964 für das Jazz Magazine. Zwischen 1971 und 2008 produzierte er Jazzsendungen wie Black and Blue für France Musique und France Culture (die er mit Lucien Malson begründete) und wirkte in Paris als Journalist.
Als Autor verfasste er die Hörspiele Un oiseau au plumage de fumée über Billie Holiday und Le Jazz est un Roman sowie zahlreiche Essays und Romane, die in der Spätphase seines Schaffens um Jazzmusiker wie Chet Baker oder Miles Davis kreisen. Gerber ist Mitglied der französischen Académie du Jazz und des Collège de ’Pataphysique.

## Preise und Auszeichnungen
Für seinen Roman Une sorte de bleu erhielt er den Prix du roman populiste (1982). Für Les jours de vin et de roses wurde er mit dem Prix Goncourt de la nouvelle und dem Grand Prix de la nouvelle 1984 der Société des Gens de Lettres ausgezeichnet. Anlässlich des Erscheinens von Une rumeur d'éléphant erhielt Gerber 1984 den Grand Prix du roman de la ville de Paris für sein Lebenswerk. Für sein Petit dictionnaire incomplet des incompris (Éditions Alter ego) erhielt Gerber den Prix du livre de jazz 2012 von der französischen Académie du Jazz.

## Veröffentlichungen

### Belletristik
- 1975  La couleur orange
- 1976  Le buffet de la gare
- 1977   Le plaisir des sens
- 1979  Le faubourg des coups-de-trique
- 1980  Une sorte de bleu, (Prix du roman populiste)
- 1981  Le Jade et l'Obsidienne
- 1982  Le lapin de lune
- 1982  Les Jours de vin et de roses
- 1984  Une rumeur d'éléphant
- 1986  Les heureux jours de Monsieur Ghichka
- 1987   La trace-aux-esclaves
- 1989  Le Verger du diable, roman (Prix Interallié)
- 1991  Mylena ou La maison du silence
- 1994  L'aile du temps
- 2001  Jours de brume sur les hauts plateaux
- 2001  Chet
- 2002  Louie
- 2004  Le roi du jazz
- 2005  Charlie
- 2005  Lady Day : histoire d'amours
- 2007  Paul Desmond et le côté féminin du monde
- 2007  Miles
- 2009  Blues
- 2010  Insensiblement (Django)
- 2013  Une année sabbatique

### Essays
- 1985: Le Cas Coltrane
- 1990: Portraits en Jazz
- 1998: Fiesta In Blue, vol. 1, textes sur le Jazz
- 1999: Fiesta In Blue, vol. 2, textes sur le Jazz (Prix Charles Delaunay de l' Académie du Jazz)
- 2000: Lester Young, essai (Prix de l' Académie Charles Cros)
- 2001: Clifford Brown
- 2001: Bill Evans
- 2003: Jack Teagarden: pluie d'étoiles sur l'Alabama
- 2007: Balades en jazz